# 890-es évek
Évszázadok: 8. század – 9. század – 10. század
Évtizedek: 840-es évek – 850-es évek – 860-as évek – 870-es évek – 880-as évek – 890-es évek – 900-as évek – 910-es évek – 920-as évek – 930-as évek – 940-es évek
Évek: 890 891 892 893 894 895 896 897 898 899 900

## Államok vezetői
- Álmos magyar fejedelem (Magyar Fejedelemség) (?–895† )
- Árpád magyar fejedelem (Magyar Fejedelemség) (895–907† )